# Cresta (carúncula)

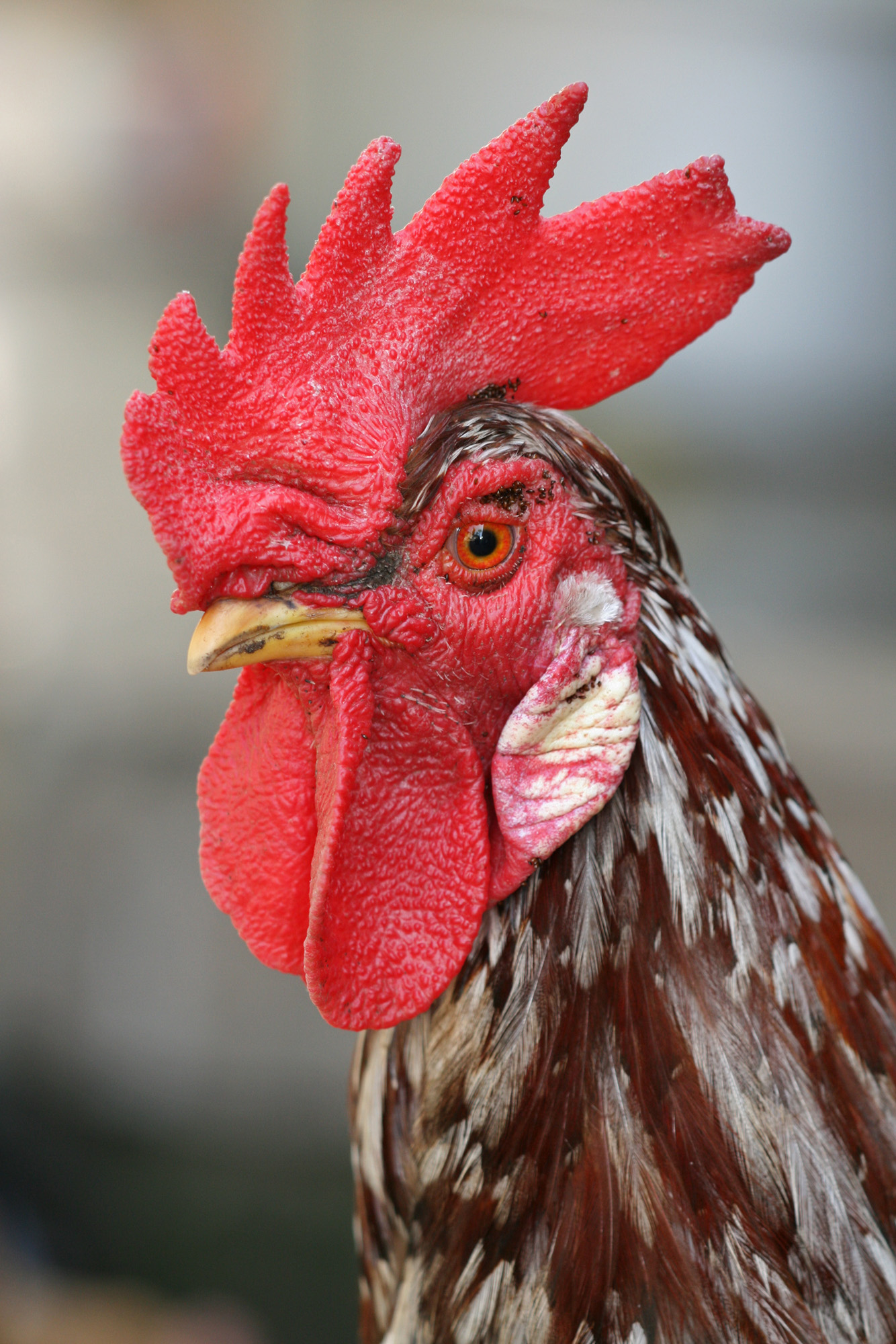
Cresta de gall, junt amb la barballera que penja sota el bec. Tot plegat aquestes excrescències s'anomenen "carúncula".

La cresta o carúnculaés una part del cos d'alguns animals, que creix generalment sobre el cap o l'esquena, en forma longitudinal. En els ocells, la cresta es refereix a un òrgan carnós, habitualment d'un color vistós, mentre que alguns rèptils, com ara les iguanes, tenen crestes de composició rígida. Alguns amfibis, com ara els tritons i els axolots (gènere Ambystoma), també en tenen.
Les aletes modificades d'alguns peixos, com ara les morenes, es poden considerar crestes, com també les protuberàncies d'alguns dinosaures.
Les crestes poden formar part dels trets distintius entre sexes en les espècies amb dimorfisme sexual. En el cas de les gallines, tots dos sexes tenen les carúncules, però son més grans i vistoses en els mascles, és a dir, els galls.

## Ocurrència

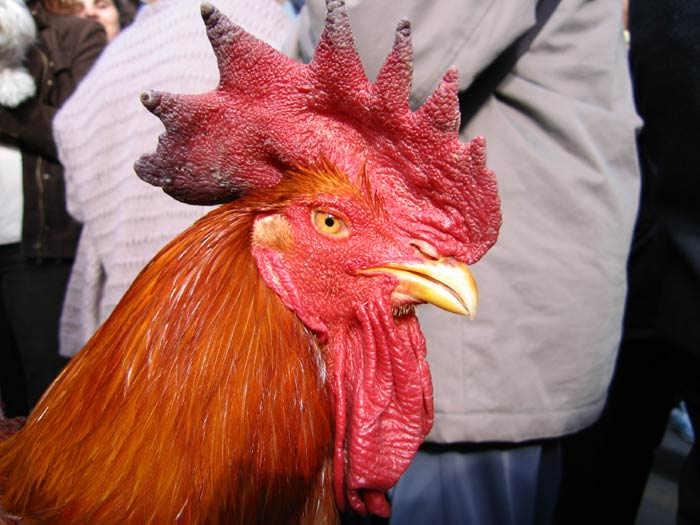
Un cap de gall, amb la cresta en la seva part superior i la barballera que penja.

- En els ocells, és un òrgan carnós, és a dir, una excrescència carnosa, usualment de color vistós. Tècnicament, és una carúncula,[3][4] terme que engloba les crestes i altres excrescències carnoses del cap i el coll, com ara les barballeres[5][6] dels galls dindi i altres ocells.

- Alguns rèptils saures, com les iguanes, també tenen crestes, generalment de composició dura
- Alguns amfibis com els tritons i els axolots
- Les aletes d'alguns peixos, com les morenes apareixen com crestes
- Alguns dinosaures també tenien crestes.

## Tipus de crestes d'ocells
Alguns ocells que tenen crestes són les gallines, els mascles del faisà, el gall de cua forcada, etc. En aquest últim, les crestes son dues excrescències vermelles per sobre de cada ull, que s'inflen de sang per lluir (batalla, parada nupcial).

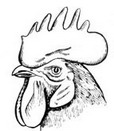
Gall amb cresta senzilla o serrada.

Tot i que sovint i popularment, es refereix també als plomalls dels ocells (crestes fetes de plomes) com a crestes, si es vol ser tècnic, no s'han de confondre.
Per la seva forma i configuració, les crestes poden classificar-se en els següents grups, tot i que principalment s'apliquen als galls:

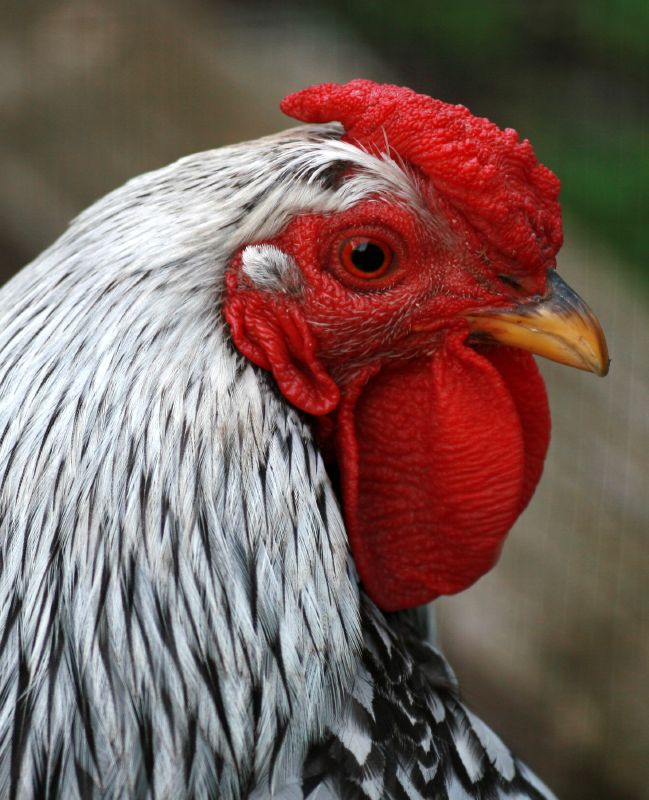
Gall cresta-rosat, raça Wyandotte (EUA)

- Senzilla : és una cresta vertical simple formada per una sola làmina serrada o dentada, i la pròpia del gall de Bankiva, tronc més ancestral de les varietats de gallinàcies. Poden ser de mida gran, mitjana o petita.
- Doble : en aquestes crestes no hi ha puntes o adquireixen major superfície d'implantació, però sense acabar en punta com les anteriors.

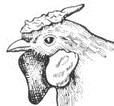
Gall amb cresta rosat.

- Rosat: Els galls cresta-rosat[8] tenen crestes baixes i aplanades en forma de rosa, amb una superfície granulosa o dentada, finalitzada posteriorment per una punta lliure i disposada horitzontalment.

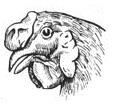
Gall amb cresta de nou.

- De nou : es denomina amb aquest nom quan la cresta es limita a ser un simple mamelló carnós, sense dents o formes estructurades. Quan és de color moradenc i forma un mamelló a la part anterior del cap, es denomina cresta de mora. Quan aquestes crestes són elevades es denominen crestes de coixinet o de maduixa.
- Bifurcada : està formada per dues làmines o puntes que es mantenen separades i paral·leles, amb formes o disposicions diverses.
- Coronada  o  de copa : està formada per una base plana, de les vores sorgeixen diverses puntes o dents que en conjunt s'assemblen a una copa o corona.

Alguns d'aquest noms més amunt semblen derivats de l'anglès (?), excepte la cresta-rosat, mentre que el Diccionari Alcover-Moll ofereix uns quants nostrats, un que sembla particularment espectacular:
- Set crestes: "Gall de set crestes: el qui té la cresta gruixada i amb set fileres de puntes".[8]